# Усатый гид-гид
Усатый гид-гид, или тюрко (лат. Pteroptochos megapodius), — вид птиц из семейства топаколовых (Rhinocryptidae). Выделяют два подвида. Эндемик Чили.

## Описание
Усатый гид-гид — птица среднего размера, длиной 23—24 см, с тяжёлым клювом и сильными ногами с длинными изогнутыми когтями. Хвост часто держится вертикально. Оперение головы, задней части шеи, спины, крыльев и хвоста коричневого цвета. Горло и боковые стороны шеи белые. Верхняя часть груди светло-кофейного цвета с рыжеватым оттенком. Нижняя часть груди, брюхо, бока и подхвостье белые с кофейными и чёрными полосами. Клюв и ноги чёрные. Глаз тёмный, белое надбровье, белое пятно на щеках и в области скул. У подвида P. m. atacamae полосы на тела менее выражены.
Песня представляет собой серию низких нот, длящихся от 5 до 10 секунд. Птицы часто перекликаются, сидя на вершине скалы. 

## Биология
Усатый гид-гид редко летает, предпочитая бегать и прыгать по земле, иногда бегает очень быстро. Добывает пищу, разгребая землю одной из своих больших лап. В состав рациона входят насекомые и черви, а также ягоды. Гнездо строится в конце туннеля длиной до двух метров, вырытого на склоне холма или придорожной насыпи. В кладке два или три белых яйца размером 35 х 27 мм.

## Распространение и места обитания
Номинативный подвид P. m. megapodius Kittlitz, 1830 распространён в центральной части Чили от региона Био-Био до региона Кокимбо. Изолированная форма P. m. atacamae Philippi Bañados, 1946 встречается в регионе Атакама. Оба подвида обитают на засушливых склонах со скалами и кустарниками от уровня моря до высоких предгорий Анд, достигающих высоты 3800 метров над уровнем моря. 